# Fréjus (tổng)
Tổng Fréjus là một tổng thuộc tỉnh Var trong vùng Provence-Alpes-Côte d'Azur.

## Địa lý
Tổng này được tổ chức xung quanh Fréjus trong quận Draguignan. Cao độ vùng này từ 0 m (Fréjus) đến 616 m (Fréjus) với độ cao trung bình 120 m.

## Các xã
Tổng Fréjus gồm 3 xã với dân số tổng cộng 50 536 người (điều tra dân số năm 1999, dân số không tính trùng).
| Xã                      | Dân số | Mã bưu chính | Mã insee |
| ----------------------- | ------ | ------------ | -------- |
| Les Adrets-de-l'Estérel | 2 063  | 83600        | 83001    |
| Bagnols-en-Forêt        | 1 672  | 83600        | 83008    |
| Fréjus                  | 46 801 | 83600        | 83061    |

## Thông tin nhân khẩu
| 1962                                                     | 1968   | 1975   | 1982   | 1990   | 1999   |
| -------------------------------------------------------- | ------ | ------ | ------ | ------ | ------ |
| 17 833                                                   | 24 552 | 29 957 | 33 235 | 44 234 | 50 536 |
| Nombre retenu à partir de 1962 : dân số không tính trùng |        |        |        |        |        |